# جان مک‌کارتی (زبان‌شناس)
جان مک‌کارتی (به انگلیسی: John McCarehy) (متولد ۱۹۵۳ در مدفورد، ماساچوست) زبان‌شناس آمریکایی و از پایه‌گذاران نظریه بهینگی است.

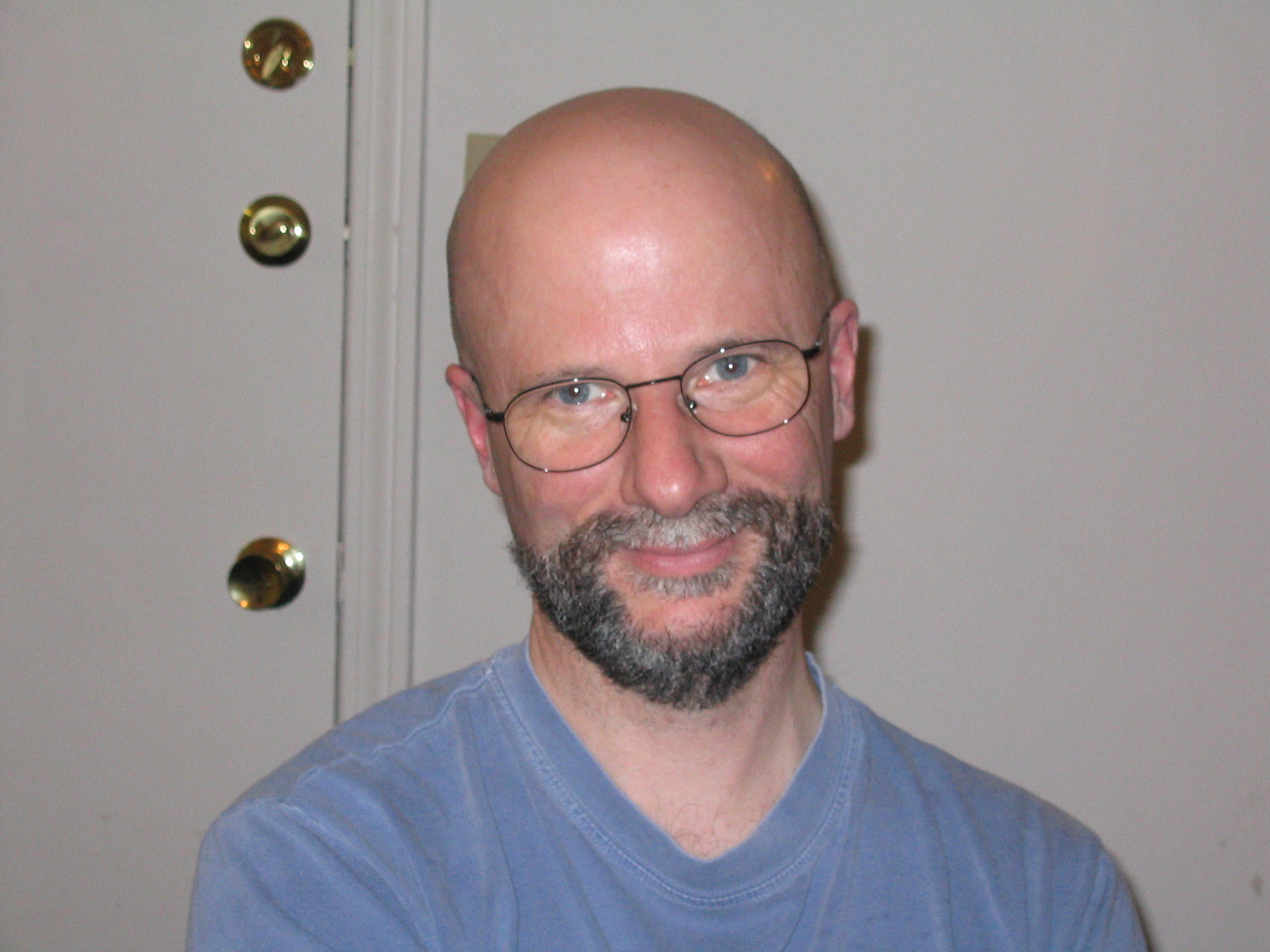
John J. McCarthy